# Abati di Chaalis
L'abbazia reale di Chaalis ha visto succedersi, alla sua guida, 35 abati regolari cistercensi, poi 11 abati commendatari. 

## Abati regolari
- 1136-1142 : André de Baudiment (beato)
- 1142-1154 : Amaury
- 1155-1160 : Didier
- 1160-1171 : Humbert
- 1171-1174 : sede vacante
- 1174-1181 : Enguerrand I
- 1182-1187 : Pierre I
- 1187-1199 : Guglielmo di Bourges
- 1199-1202 : sede vacante
- 1202-1217 : Adam
- 1218-1221 : Eudes
- 1221-1227 : Jean I di Caen
- 1227-1238 : Milon
- 1239-1255 : Jean II d'Arbone
- 1255-1258 : sede vacante
- 1258-1270 : Pierre II Thomas
- 1270-1280 : Jean III Norman
- 1280-1282 : Jean IV di Senlis
- 1282-1290 : Laurent I di Marceaux
- 1290-1296 : Daniel di Plailly
- 1296-1308 : Renaud di Roquemont
- 1308-1317 : Jacques di Thérines
- 1317-1326 : Jean V il Piccardo
- 1326-1337 : Jean VI di Gaillefontaine
- 1337-1340 : Enguerrand II di Gournay
- 1340-1343 : sede vacante
- 1343-1352 : Lorenzo II di Marceaux
- 1352-1372 : Giovanni VII di Gaillefontaine
- 1372-1375 : sede vacante
- 1375-1379 : Gautier Le Comte
- 1380-1397 : Jean VIII du Bois Odelin
- 1397-1412 : sede vacante
- 1412-1418 : Laurent III di Rue
- 1418-1421 : Paris Fournier di Beaune-Semblançay
- 1421-1438 : Alain di Sorel
- 1438-1455 : Jean IX di Senlis
- 1456-1471 : Guy d'Autun
- 1471-1472 : Pierre III di Virey
- 1472-1501 : Jean X Le Fel
- 1501-1523 : Robert de La Tourotte
- 1523-1541 : Simon Postel

## Abati commendatari
- 1541-1561 : cardinale Ippolito d'Este
- 1561-1586 : Luigi d'Este
- 1586-1589 : Julien di Saint-Germain (confessore di Caterina dei Medici)
- 1589-1601 : Achille de Harlay de Sancy
- 1601-1602 : Abele di Montliard
- 1602-1621 : cardinale Luigi di Guisa (1575-1621)
- 1621-1658 : Charles Louis de Lorraine (vescovo di Condom)
- 1658-1668 : Jean d'Estrades (vescovo di Condom)
- 1668-1721 : Jules-Paul de Lionne (elemosiniere del re)
- 1721-1771 : Luigi di Borbone-Condé, conte di Clermont
- 1771-1779 : sede vacante
- 1779-1790 : cardinale Jean XII de Boisgelin de Cucé